# Christina Bäumerich
Christina Bäumerich (* 4. Juni 1984 in Dülmen) ist eine deutsche Comiczeichnerin und Illustratorin.

## Leben
Ihre ersten Auftragsarbeiten hatte Christina Bäumerich 2008 in Form von Postern, Illustrationen und Comics für die Bravo. Ab Frühjahr 2009 veröffentlichte Bäumerich einen elf-teiligen Zeichenkurs in der Zeitschrift Kids Zone. zeichnete für André Linke und unterrichtete für die Comicademy. Im Sommer 2009 nahm sie an einem Nachwuchs-Zeichenwettbewerb der Deutsch-Japanischen Gesellschaft Berlin teil, bei dem sie den zweiten Platz mit ihrem Comic Kishi Kaisei belegte und sich damit an der Anthologie Baito Oh! beteiligte. 2010 nahm sie der deutsche Verlag Egmont Manga und Anime unter Vertrag, bei dem sie ihren letzten Comic Snow Flake veröffentlichte. Die Werke von Christina Bäumerich sind vom Stil der Mangas geprägt.
Nach einer zweijährigen Pause arbeitet Bäumerich als Kinderbuchillustratorin, Jugendbuchillustratorin und entwickelt für Firmen und Verlage eigene Serien und Produkte, die für Kinder und Jugendliche sind.

## Werke
- Kishi Kaisei, in Baito Oh!, Deutsch-Japanische Gesellschaft Berlin, 2010
- Snow Flake, Egmont Manga und Anime, 2010, ISBN 3-7704-7385-X
- Stripping Butterfly, Juicy Books, 2010, ISBN 3-942363-02-X
- Der Kuss des Vampirs, mit Mona Vara, Plaisir d’Amour Verlag, 2010, ISBN 3-938281-46-4

## Auszeichnungen
- 2009: Zweiter Platz beim Manga-Wettbewerb der Deutsch-Japanischen Gesellschaft Berlin[6]